# مجموعة الاتصالات الصومالية
مجموعة الاتصالات الصومالية ; (إس تي جي) هي شركة اتصالات مقرها في الصومال . تأسست عام 1993 في روكفيل بولاية ميريلاند في الولايات المتحدة على يد عبد الرزاق. عثمان، إدموند ل. ريسور، عبد العزيز إسماعيل دواله، لويس إف جورج. وبحسب الصفحة الأولى لموقع الشركة الإلكتروني، فهي "أول مزود لخدمات الاتصالات في الصومال". لدى مجموعة الاتصالات الصومالية مكاتب في 10 مدن صومالية؛ وتقع مكاتبها الرئيسية حاليا في دبي .

## تاريخ
بعد تأسيسها في عام 1993، قامت إس تي جي ببناء خدمة الاتصالات وفقًا لذلك:
- 1994: بوصاصو - (شركة شمال شرق الاتصالات - نتكو )
- 1994: هرجيسا
- 1997: جالكايو (إس تي جي جالكوم)
- 1998: مقديشو - ( نيشن لينك للاتصالات )
- 1999: بوراو – (إس تي جي بوراو)
- 2000: جاروي – (إس تي جي بونتيل)

واصلت مجموعة الاتصالات الصومالية التوسع، واعتبارًا من عام 2007، أصبحت الخدمة متاحة في المناطق التالية:
- بعدوين
- بربرة
- بوصاصو نتكو
- بوراو
- بورتينل
- إيريجابو
- جالسياو جالكوم
- جاروي بونتيل
- جولدوجوب جولتيل
- هرجيسا STC هرجيسا

## العمليات
تشمل خدمات مجموعة الاتصالات الصومالية ما يلي:
- الاتصالات الهاتفية
- فاكس
- تليفون محمول
- بطاقة الهاتف
- المحلية والدولية لمسافات طويلة
- انترنت عالي السرعة

## أنظر أيضاً
- سومتيل
- جوليس تيليكوم الصومال
- هرمود للاتصالات
- تلكوم
- نتكو (الصومال)
- نيشن لينك للاتصالات
- سومافون

## روابط خارجية
- اسم النطاق السابق